# Gouvernement Loum
Pour les articles homonymes, voir Loum (homonymie).
Thiam III Niasse II
Le gouvernement de Mamadou Lamine Loum est le gouvernement mis en place au Sénégal en 1998.
Ce gouvernement est marqué par le contrôle de l'équipe ministérielle par Tanor Dieng en intégrant certains de ses proches comme Mohamed El Moustapha Diagne, Khalifa Sall, Mme Aissata Tall Sall, Abdoulaye Maktar Diop, Souty Touré, Abdoulaye Elimane Kane et Mame Bounama Sall. Seul Serigne Diop (PDS-R) est affilié à un parti autre que le PS. 
Contrairement à ce qui fut annoncé dans un premier temps par le gouvernement sénégalais, Jean Paul Dias, dissident notoire du parti d'Abdoulaye Wade, n'a pas en charge le ministère de la Ville, pour le simple fait qu'il a refusé cette nomination. 
| Fonction | Nom                         |
| --- | --------------------------- |
| Premier ministre | Mamadou Lamine Loum         |
| Ministre d'État, ministre des Services et des Affaires présidentielles                                                | Ousmane Tanor Dieng         |
| Ministre d'État, ministre de l'Agriculture                                                                            | Robert Sagna                |
| Ministre de la Justice, garde des Sceaux                                                                              | Serigne Diop                |
| Ministre des Affaires étrangères et des Sénégalais de l'extérieur                                                     | Jacques Baudin              |
| Ministre de l'Intérieur                                                                                               | Lamine Cissé                |
| Ministre des Forces armées                                                                                            | Cheikh Hamidou Kane         |
| Ministre de l'Éducation nationale                                                                                     | André Sonko                 |
| Ministre de l'Économie, des Finances et du Plan                                                                       | Mohamed El Moustapha Diagne |
| Ministre de l'Hydraulique                                                                                             | Mamadou Faye                |
| Ministre de l'Énergie, des Mines et de l'Industrie                                                                    | Magued Diouf                |
| Ministre de l'Environnement et de la Protection de la nature                                                          | Souty Touré                 |
| Ministre de l'Équipement et des Transports terrestres                                                                 | Landing Sané                |
| Ministre de la Pêche et des Transports maritimes                                                                      | Alassane Dialy Ndiaye       |
| Ministre du Travail et de l'Emploi                                                                                    | Marie-Louise Correa         |
| Ministre de la Culture                                                                                                | Abdoulaye Elimane Kane      |
| Ministre de la Jeunesse et des Sports                                                                                 | Iba Gueye                   |
| Ministre du Commerce et de l'Artisanat                                                                                | Khalifa Sall                |
| Ministre de la Communication                                                                                          | Aissata Tall Sall           |
| Ministre de l'Urbanisme et de l'Habitat                                                                               | Abdourahmane Sow            |
| Ministre de la Santé                                                                                                  | Assane Diop                 |
| Ministre de la Famille, de l'Action sociale et de la Solidarité nationale                                             | Aminata Mbengue Ndiaye      |
| Ministre de la Recherche scientifique et de la Technologie                                                            | Balla Moussa Daffé          |
| Ministre de la Modernisation de l'État                                                                                | Abdoulaye Makhtar Diop      |
| Ministre de l'Élevage                                                                                                 | Sanghé Mballo               |
| Ministre délégué auprès du Premier ministre, chargé des Relations avec les Assemblées                                 | Papa Babacar Mbaye          |
| Ministre déléguée auprès du Premier ministre, chargée de l'Intégration économique africaine                           | Aminata Abibatou Mbaye      |
| Ministre délégué auprès du ministre de l'Intérieur, chargé de la Décentralisation                                     | Chérif Macky Sall           |
| Ministre délégué auprès du ministre de l'Éducation nationale, chargé de l'Éducation de base et des Langues nationales | Mame Bounama Sall           |
| Ministre déléguée auprès du ministre de l'Économie, chargée du Budget                                                 | Aïssatou Niang Ndiaye       |
| Ministre délégué auprès du ministre de l'Économie, chargé du Plan                                                     | El Hadj Ibrahima Sall       |